# Benjamin Edionwe
Benjamin Edionwe (* 28. Mai 2002 in Bregenz)  ist ein ehemaliger österreichischer Handballtorwart.

## Spielerkarriere
Edionwe begann in seiner Jugend beim HcB Lauterach Handball zu spielen. Mit 13 Jahren wechselte er in die Jugend des Alpla HC Hard. Während dieser Zeit wurde er ins österreichische U17-Nationalteam einberufen und nahm mit diesem an den European Open in Göteborg teil. Im März 2019 debütierte er in der ersten Mannschaft des Alpla HC Hard und nahm damit erstmals an der Handball Liga Austria teil. 2021/22 und 2022/23 lief der Handballtorwart auch für die zweite Mannschaft der Harder in der HLA Challenge auf. In der Saison 2022/23 nahm Edionwe mit dem Alpla HC Hard an der EHF-European-League-Gruppenphase teil und sammelte damit Erfahrung in einem internationalen Bewerb.
2023/24 wechselte Edionwe zu TV Steffisburg und lief damit in der Schweizer Nationalliga B auf. Seit 2024/25 steht der Rechtshänder bei Handball West Wien unter Vertrag und läuft damit wieder in der österreichischen Liga auf. Nach der Saison 2024/25 beendete er seine Karriere.

## Erfolge
- Alpla HC Hard
  - Österreichischer Meister 2020/21
  - Österreichischer Pokalsieger 2022/23